# Сражение при Элди
Сражение при Элди (англ. Battle of Aldie) произошло 17 июня 1863 года в округе Лоудон, штат Вирджиния. Оно было одним из сражений Геттисбергской кампании во время американской гражданской войны.
Армия Конфедерации под командованием генерала Ли двигалась на север по долине Шенандоа, в то время как кавалерия Джеба Стюарта прикрывала это наступление. Федеральная армия находилась восточнее: дивизия Дэвида Грега тоже двигалась на север, имея в авангарде кавалерийскую бригаду Джадсона Килпатрика. Около деревни Элди эта бригада столкнулась с отрядом Томаса Манфорда, что привело к четырёхчасовой перестрелке. Обе стороны провели несколько кавалерийских атак. В полдень Килпатрик получил подкрепления и Манфорд отступил к Миддлбергу.

## Предыстория
К концу весны 1863 года понемногу нарастал конфликт между главнокомандующим федеральной армией Джозефом Хукером и командиром федеральной кавалерии Альфредом Плезонтоном, вызванный тем, что Плезонтон никак не мог прорваться сквозь прикрытие Джеба Стюарта и выяснить местонахождение Северовирджинской армии. Одновременно поступали жалобы на разведку Плезантона со стороны Генри Халека. В итоге 16 июня Хукер приказал Плезантону узнать, где находится противник и куда он направляется, а для этого прорваться сквозь линию его пикетов, невзирая на возможные потери.
17 июня Плезонтон приступил к выполнению приказа. Для этой цели он приказал генералу Дэвиду Греггу двигаться от Манассаса вниз по шоссе Литтл-Ривер на Элди. Элди имело стратегическое значение: около поселка пересекались шоссе Литтл-Ривер, Эшбис-Гэп и Сникерс-Гэп. Последние два позволяли пройти через горы Блуридж в долину Шенандоа.

## Сражение
Утром того же дня полковник Томас Манфорд (временный командир бригады Фицхью Ли) отправил 2-й и 3-й Вирджинские кавполки на восток через Лаудонскую Долину, из Аппервиля через Миддлберг в Элди для разведки и фуражировки. В Элди он оставил линию пикетов для наблюдения за противником, а два полка направил на северо-запад от Элди, к ущелью Сникерс-Гэп, к ферме Франклина Картера.
Около 04:00 наступающая колонна Грегга (2-й и 4-й Нью-Йоркские полки, 6-й Огайский, 1-й Мэнский, 1-й Род-Айлендский и 1-й Массачусетский) под командованием Джадсона Килпатрика, появились около Элди. Западнее городка 1-й Мэнский полк натолкнулся на пикеты Манфорда и отбросил их. В это самое время остальные части бригады Манфорда (1-й, 4-й и 5-й Вирджинские кавполки) под командованием полковника Вильямса Картера Уикхэма, появились у Дувр-Милс, небольшого селения на Литтл-Ривер к западу от Элди. Уикхэм приказал полковнику Томасу Россеру разместить 5-й Вирджинский лагерем около Элди. Двинувшись на восток, вирджинцы встретили массачусетцев и легко отбросили их назад, за Элди, к основным частям федеральной армии. Россер разместил отряд в 50 снайперов (кап. Рейбен Бостон) восточнее фермы Уильяма Эдема, а основные силы развернул на хребте, который прикрывал две дороги, ведущие из Элди. Там он стал ждать появления федералов, а заодно и людей Манфорда. Массачусетцы расценили отход Россера к хребту как отступление и бросились в атаку, которую поддержал 4-й Нью-Йоркский. Люди Россера выдержали удар и сами перешли в контратаку, поддержанные снайперским огнём с левого фланга. Им удалось отбросить федералов и удержать дорогу Эшбис-Гэп-Тенпайк.
Тогда Килпатрик решил наступать по дороге Сникерс-Гэп-Тенпайк. Началась артиллерийская дуэль. Федералы пошли в наступление, но люди Манфорда встретили их огнём снайперов, засевших за каменной стеной и заставили отступить. 1-й Массачусетский пострадал особенно сильно, потеряв 198 (или же 77 убитыми и ранеными и 90 пленными) человек из 294, причем соединение Генри Ли Хиггинсона было фактически уничтожено в рукопашном бою. Это были самые высокие потери кавалерийского полка в ходе Геттисбергской кампании.
На закате федералы повторили атаку и 6-й Огайский сумел опрокинуть части Бостона на шоссе Эшбис-Гэп, перебив и взяв в плен всех его людей. В 20:00 Манфорд отвел людей к Миддлбергу и сражение на этом прекратилось.

## Последствия
Манфорд не признал Элди поражением, поскольку его отступление совпало с приказом Стюарта об отходе. Север потерял 305 человек убитыми и ранеными, в то время, как Конфедерация — 110 или 119. Сражение при Элди стало первым из серии сражений у шоссе Эшбис-Гэп, по ходу которых Стюарт успешно пресек попытки Плезонтона прорваться через лоудонскую долину и обнаружить армию Ли.